# 소리마치 가즈키
소리마치 가즈키(일본어: 反町 一輝, 1987년 8월 11일 ~ )는 일본의 전 축구 선수이다.

## 구단 경력
과거 더스파 구사쓰, 토난 마에바시에서 활동하였다.